# Alum-(K)
La alum-(K) és un mineral de la classe dels sulfats que pertany al grup de l'alum. El nom es deriva de "alum", ja que aquesta espècie és un membre del grup de l'alum; el sufix -(K) denota que és el membre dominant amb potassi del grup. Anteriorment era anomenada alum de potassi.

## Característiques
La alum-(K) és un sulfat de fórmula química KAl(SO₄)₂(H₂O)₁₂. Cristal·litza en el sistema isomètric. En rares ocasions es troba en forma de petits cristalls octàedrics; més normalment estalactítica, columnar, farinosa o granulada i eflorescències massives. La seva duresa a l'escala de Mohs és 2.
Segons la classificació de Nickel-Strunz, l'alum-(K) pertany a «07.C - Sulfats (selenats, etc.) sense anions addicionals, amb H₂O, amb cations de mida mitjana i grans» juntament amb els següents minerals: krausita, tamarugita, kalinita, mendozita, lonecreekita, alum-(Na), tschermigita, lanmuchangita, voltaïta, zincovoltaïta, pertlikita, amoniomagnesiovoltaïta, kröhnkita, ferrinatrita, goldichita, löweïta, blödita, niquelblödita, changoïta, zincblödita, leonita, mereiterita, boussingaultita, cianocroïta, mohrita, niquelboussingaultita, picromerita, polihalita, leightonita, amarillita, konyaïta i wattevil·lita.

## Formació i jaciments
Es forma a partir de roques argiloses o de carbó que conté pirita o marcassita oxidant; pot ser d'origen fumaròlic o de precipitat solfatàric. Sol trobar-se associada a altres minerals com: alunogen, pickeringita, epsomita, melanterita, guix o sofre.